# Eddigehausen
Eddigehausen is een dorp in de Duitse gemeente Bovenden in de deelstaat Nedersaksen. In 1973 werd het dorp deel van de uitgebreide gemeente Bovenden.
Eddigehausen wordt voor het eerst vermeld in een oorkonde uit 1192. De kerk in het dorp is gebouwd in 1786. De kerk heeft een klok die gegoten is in 1458.
- Virtual International Authority File: 233667768